# Союз трьох імператорів

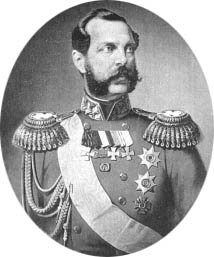
Олександр II — імператор Російської імперії

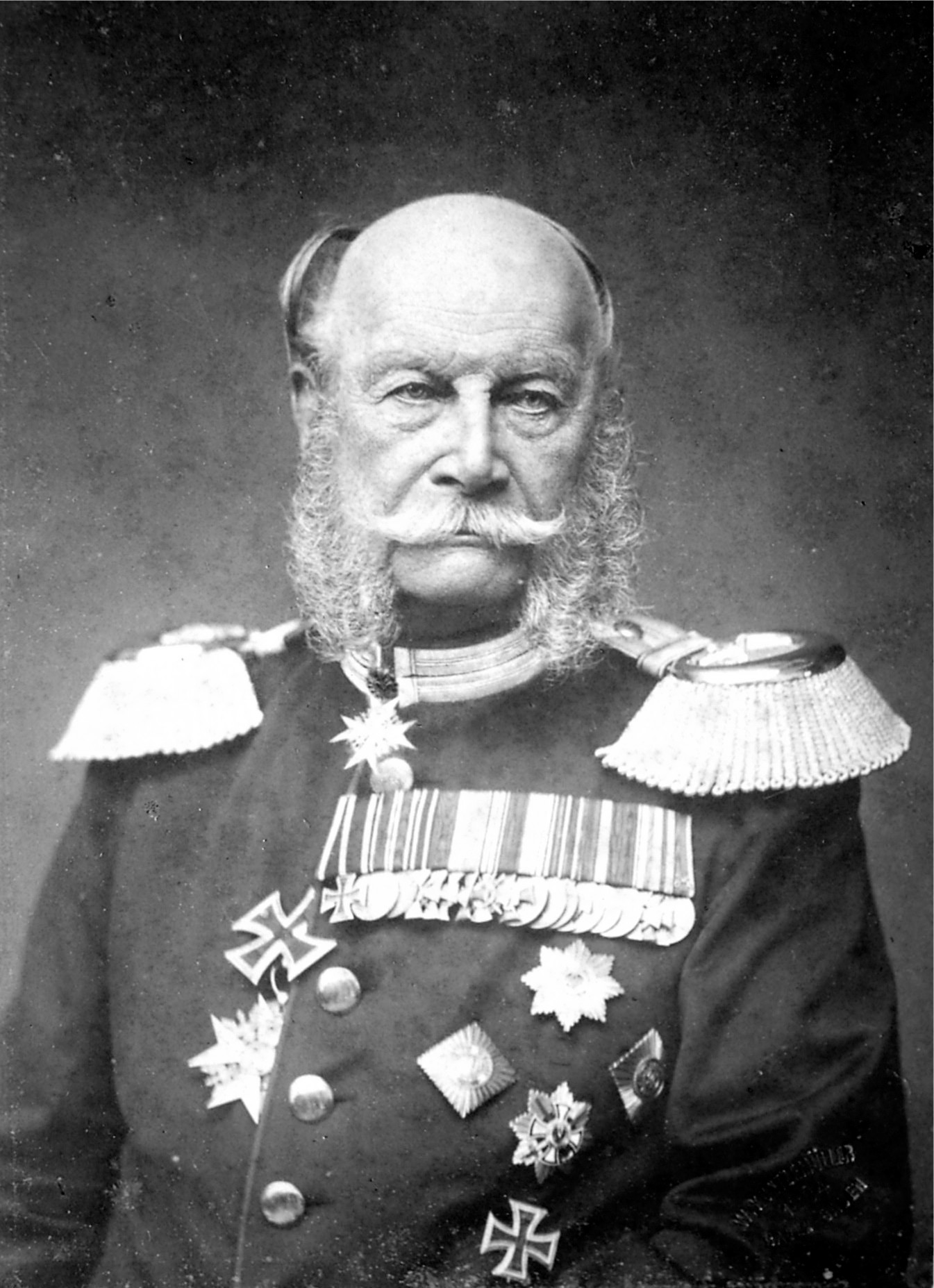
Вільгельм I Гогенцоллерн — імператор Німецької імперії

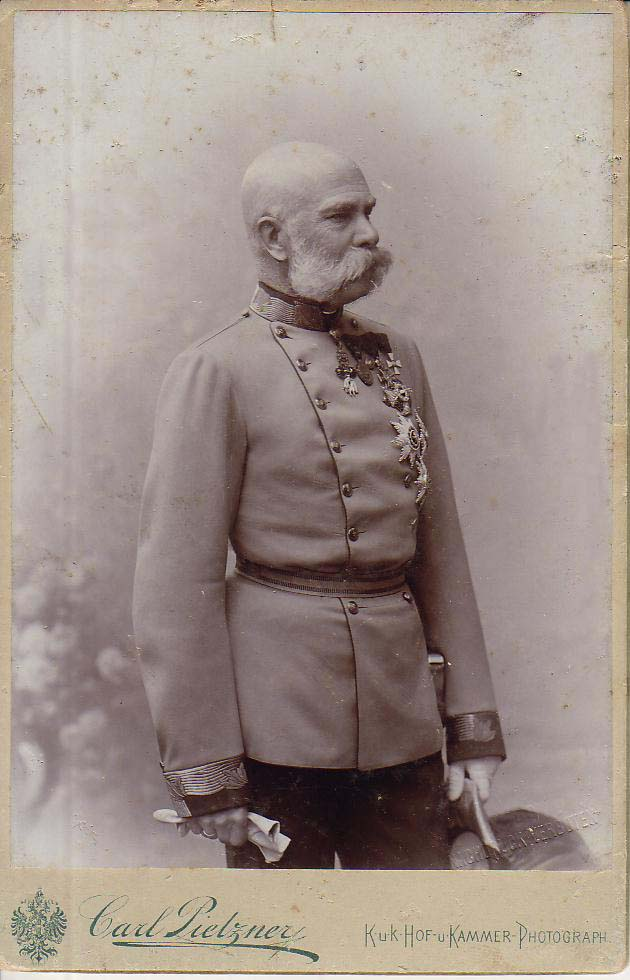
Франц Йосиф I — імператор Австро-Угорщини

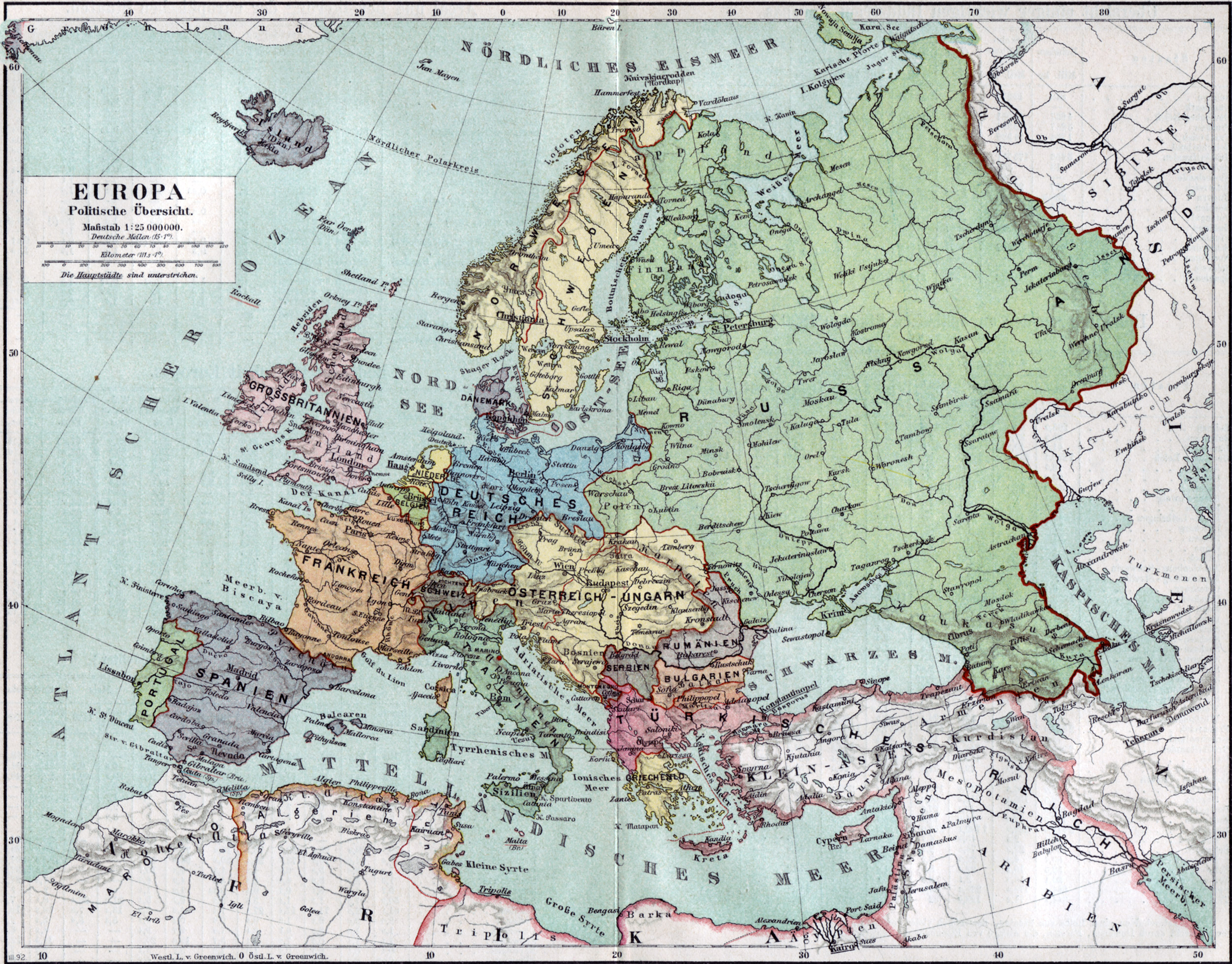
Європа в 1890 р.

«Союз трьох імператорів» — сукупність угод між Російською імперією, Німецькою імперією та Австро-Угорською імперією, укладених в 1873, 1881 і 1884 роках.

## Перший договір 1873
25 травня 1873 року під час візиту царя і міністра закордонних справ Росії А. М. Горчакова до Відня Олександр II і Франц Йосиф I підписали в Шенбруннському палаці (під Віднем) угоду. Вона могла бути розірвана тільки через 2 роки після попередження однієї зі сторін. 11 жовтня 1873 року до цієї угоди приєдналася і Німеччина. Цим було покладено початок «Союзу трьох імператорів».
У 1878 році договір сильно похитнувся під час російсько-турецької війни, коли на Берлінському конгресі Отто фон Бісмарк підтримав Австро-Угорську імперію проти Російської імперії.

## Другий договір 1881 і 1884 роки
18 червня 1881 року в Берліні був підписаний новий договір трьох імператорів. Берлінським договором було підписано угоду про взаємні гарантії між Російською імперією, Німецькою імперією та Австро-Угорською імперією. Договір був укладений на 3 роки і продовжений 15 березня 1884 ще на 3 роки.
Значення договору було підірвано загостренням в 1885–1886 роках австро-російських відносин через питання зовнішньополітичної орієнтації Болгарського князівства і сербсько-болгарської війни. «Союз трьох імператорів» остаточно розпався, після чого в 1887 році був укладений російсько-німецький договір перестраховки.